# Froland
Froland ist eine Kommune im norwegischen Fylke Agder. Die Kommune hat 6260 Einwohner (Stand: 1. Januar 2025). Verwaltungssitz ist die Ortschaft Blakstad.

## Geografie

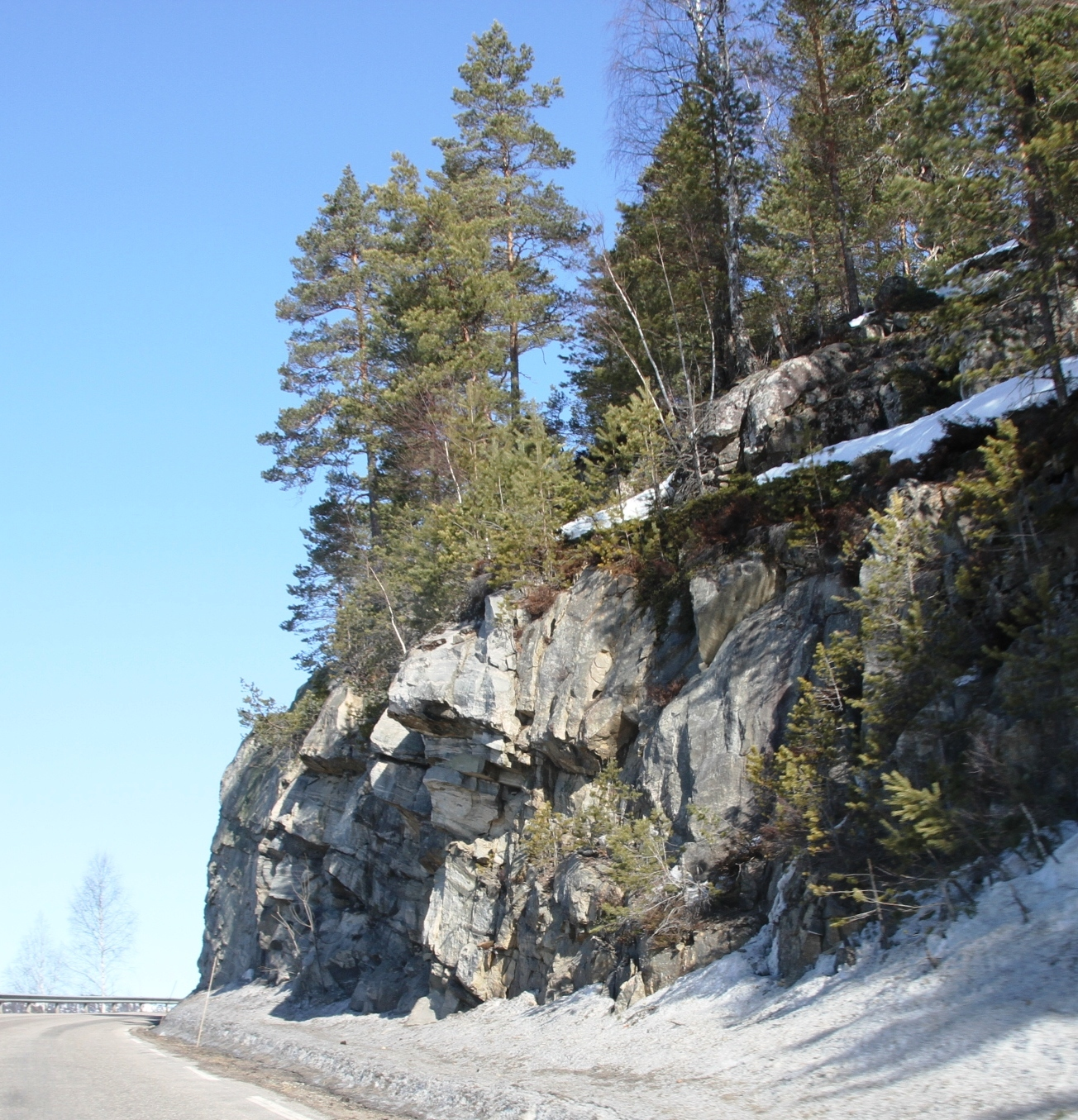
Felsenformation am Riksvei 41

Die Gemeinde grenzt an die Nachbarkommunen im Norden an Åmli, im Nordosten an Tvedestrand, im Osten an Arendal, im Süden an Grimstad und Birkenes sowie im Westen an Evje og Hornnes und Bygland. Im Osten wird die Gemeinde vom Fluss Nidelva durchflossen. Die Nidelva durchfließt im Norden den See Nelaug, dessen südlicher Bereich in Froland liegt. Die höchste Erhebung ist der Befjell mit einer Höhe von 658,2 moh. im Nordwesten der Gemeinde.

## Einwohner
Am dichtesten besiedelt ist das Gebiet im Südosten der Gemeinde. Dort liegt auch das Verwaltungszentrum Blakstad. Blakstad ist der einzige sogenannte Tettsted, also die einzige Ansiedlung, die für statistische Zwecke als eine städtische Siedlung gewertet wird. Zum 1. Januar 2024 lebten dort 3394 Einwohner. In der Zeit von 1900 bis zum Ende des Zweiten Weltkriegs stieg die Bevölkerungsanzahl langsam an, bevor sie bis etwa 1970 gleich blieb. Seitdem steigen die Bevölkerungszahlen wieder stärker an, was vor allem auf die Nähe zu Arendal zurückgeführt wird.
Die Einwohner der Gemeinde werden Frolending genannt. Froland hat wie viele andere Kommunen der Provinz Agder weder Nynorsk noch Bokmål als offizielle Sprachform, sondern ist in dieser Frage neutral.
| Jahr          | 1986 | 1990 | 1995 | 2000 | 2005 | 2010 | 2015 | 2020 | 2025 |
| ------------- | ---- | ---- | ---- | ---- | ---- | ---- | ---- | ---- | ---- |
| Einwohnerzahl | 3849 | 4060 | 4322 | 4497 | 4672 | 5002 | 5532 | 5951 | 6260 |

## Geschichte

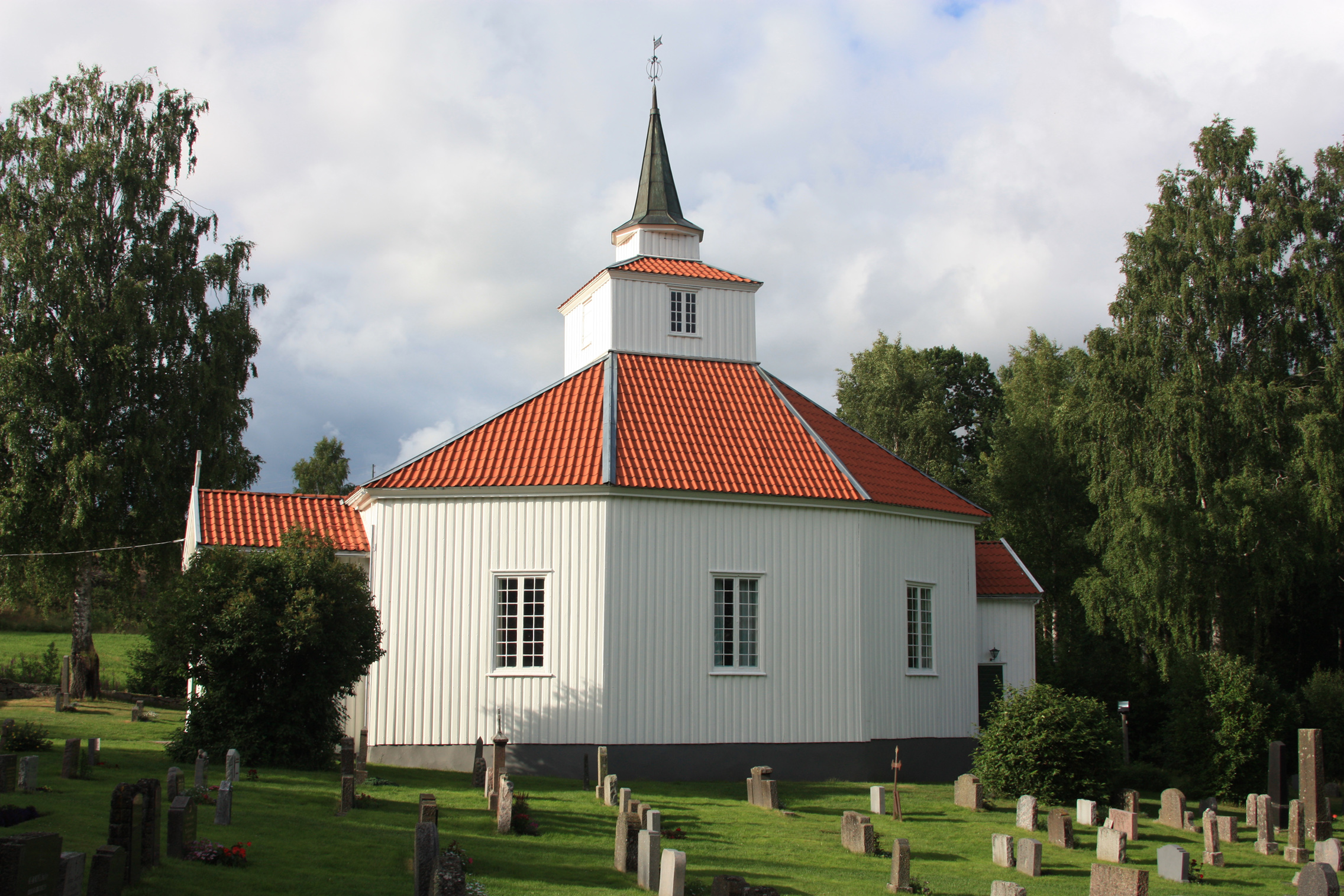
Kirche Mykland kirke

Die Gemeinde Froland entstand im Jahr 1850, als sie von Øyestad ausgegliedert wurde. Zum 1. Januar 1967 wurde die Gemeinde Mykland mit damals 604 Einwohnern eingegliedert. In den anschließenden Jahren kam es noch zu kleineren Grenzjustierungen. Bis zum 31. Dezember 2019 gehörte Froland dem damaligen Fylke Aust-Agder an. Dieses ging im Zuge der Regionalreform in Norwegen in das zum 1. Januar 2020 neu geschaffene Fylke Agder über.

## Wirtschaft und Infrastruktur

### Verkehr
Entlang der Nidelva führt die Bahnlinie Arendalsbanen, eine Seitenlinie der Sørlandsbanen, durch Froland. Der Haltepunkt in Froland besteht seit 1908, als die Bahnverbindung zwischen Arendal und Åmli fertiggestellt wurde. Im Jahr 1935 erfolgte die Anbindung an die Sørlandsbanen. Der Fylkesvei 42 führt in Ost-West-Richtung durch die Gemeinde und stellt unter anderem die Verbindung nach Arendal her. Der Riksvei 41 verläuft in Nord-Süd-Richtung im schmaleren Bereich in der geografischen Mitte der Gemeinde. Die Straße stellt die Verbindung nach Kristiansand und ins weiter nördliche Landesinnere her.

### Wirtschaft
Von 1866 bis 1885 wurden im Bøyland kobberverk und zwischen 1765 und 1867 im Frolands Verk Kupfer und Eisen abgebaut. Heute ist die industrielle Produktion kaum ausgebaut. Stärker vertreten ist die Forstwirtschaft und die meisten Landwirte verfügen auch über Waldbesitz. In der Landwirtschaft liegt der Fokus auf Tierhaltung, vor allem von Rindern und Schafen. Im Jahr 2021 arbeiteten von rund 3000 Arbeitstätigen nur etwa 1000 in Froland selbst, zirka 1200 waren in Arendal tätig. Die weiteren Personen verteilten sich auf Gemeinden wie Grimstad und Kristiansand.

## Name und Wappen
Das seit 1985 offizielle Wappen der Gemeinde zeigt ein silbernes Eichhörnchen auf grünem Hintergrund. Das Gebiet um Froland wurde um das Jahr 1400 als Frodslands sokn erwähnt. Der Name setzt sich aus den beiden Bestandteilen „Fróði“ und „-land“ zusammen, erster steht dabei für einen altnordischen Männernamen.

## Persönlichkeiten
- Helge Løvland (1890–1984), Leichtathlet